# Piaget
Piaget — швейцарське підприємство, що виробляє годинники та ювелірні вироби. Засноване в 1874 році Жоржем Піаже в містечку Ла Кот-о-Фе.
Підприємство належить швейцарській корпорації Richemont, що спеціалізується на предметах розкошу.

## Історія
Якщо не вказано інше, подано інформацію із сайту компанії .

### Корені (1874—1942рр.)
В 1874 році Жорж Едуард Піаже відкриває свою першу майстерню на родинній фермі, розташованій в містечку Ла Кот-о-Фе швейцарського кантону Юра. Він спеціалізувався на виробництві кишенькових годинників та годинникових механізмів високої точності, що у нього замовляли відомі фірми. Невдовзі ім'я Пьяже стало відомим за межами кантону Невшатель.
В 1911 році Тімоте Піаже, син Жоржа Піаже, переймає родинну справу. Відтоді мануфактура займається виробництвом наручних годинників.
.

### Торговельна марка (1943—1955рр.)
В 1943 році, під впливом онуків засновника Жеральда і Валентина Піаже, Piaget стає зареєстрованою торговельною маркою. З того часу мануфактура в Ла Кот-о-Фе виготовляє власні вироби та впевнено розгортає свою діяльність на міжнародному рівні.
Внаслідок свого швидкого розвитку родинне підприємство відкриває новий завод у 1945 році, в тому же містечку Ла Кот-о-Фе, але вже з орієнтацією на інновації та надплоскі годинникові механізми.

### Надплоский годинниковий механізм і ювелірні вироби (1956—1963рр.)
В 1957 році завод в Ля Кот-о-Фе випускає Calibre 9P — перший механічний годинниковий механізм з надплоским ручним заводом (товщина 2 мм).
Потім, в 1960 році, годинникарі Piaget розробили Calibre 12P — найплоскіший автоматичний годинниковий механізм у світі, з товщиною 2,3 мм (офіційно внесений у Книгу рекордів Гінесса (Guinness Book of Records)).
Колекція Piaget стає різноманітнішою. Окрім годинників-монет, годинників-каблучок, годинників-брошок або годинників-запонок, компанія Piaget створила свої перші ювелірні прикраси.
В 1957 році у виробництво був запущений чоловічий годинник Emperador, який став провідною моделлю торговельної марки.
Швидкий розвиток зобов'язує компанію відкрити новий завод у Женеві, що спеціалізується на ювелірних виробах, а в 1958 році — свій перший бутик.

### Швидкий розвиток (1964—1987рр.)
Ювелірні вироби швидко дістати міжнародне визнання завдяки таким особистостям, як Жаклін Кеннеді, Джина Лоллобріджида та Енді Ворхол.
В 1964 році компанія Piaget представляє перший годинник, обладнаний циферблатом з твердого каменю: ляпіс-лазурі, бірюзи, оніксу або тигрового ока. Згодом компанія Piaget запускає годинник-запонку, що стає символом дорогоцінних годинників. В 1976 році з'являється кварцовий годинниковий механізм Calibre 7P, найменший в своєму роді.
В 1979 році випущено годинник Piaget Polo  авангардистського стилю, що стає символом торговельної марки. Той самий успіх чекав на колекцію Dancer, запущену у виробництво в 1986 році.
За президента Іва Пьяже, з 1980-х років, компанія Piaget продовжує прищеплювати смак до винятковості, а торговельна марка набуває визнання у статусі «ювеліра-годинникаря».

### Злиття (1988—2000рр.)
Корпорація з виробництва предметів розкошу Vendôme, нині Richemont, викуповує завод Piaget в 1988 році.
Протягом 90-х років у виробництво були запущені нові колекції: Possession, Tanagra, Limelight і Miss Protocole зі змінними браслетами.
Компанія Piaget випустила модель годинника Altiplano, а в 1999 році знову представила один із своїх класичних виробів — лінію Emperador.
Вироби високого годинникового мистецтва об'єднано в одну колекцію Black Tie.

### Новий годинниковий механізм (2001—2008рр.)
У 2001 році відкрито новий завод високого годинникового мистецтва Piaget в містечку План-лес-Уат неподалік від Женеви. Годинникові механізми продовжують вироблятися в Ля Кот-о-Фе, історичній колисці родини. Нова будівля об'єднує більш ніж 40 професій годинникарів та ювелірів.
Того ж року компанія Piaget обновляє годинник Polo 70-х років і запускає у виробництво колекцію Magic Reflections.
Завод розробляє декілька ліній механічних годинникових механізмів, і в 2002 році з'являється перший годинниковий механізм з турбійоном Piaget під назвою Calibre 600P — самий плоский турбійон у світі товщиною 3,5 мм.
У 2004 році компанія Piaget відзначає свій 130-річний ювілей.

## Технологія
Компанія Piaget самостійно розробляє, розвиває та виготовляє свої механічні годинникові механізми.
Мануфактура існує з 1874 року, об'єднуючи більш ніж 40 професій: від розроблення і поставки годинника до складних технологій або прикрас високого ювелірного мистецтва.
.

### Надплоский годинниковий механізм
Компанія Piaget вважається одним із першовідкривачів надплоских годинникових механізмів: ручних 9P і автоматичних 12Р, котрі з'явились, відповідно, в 1957 і 1960 роках,як найплоскіші у світі механізми в своїй категорії. Нещодавно вони дали початок сучасним розробкам 430P, 450P та 438P з товщиною лише 2,1 мм. Ці останні інновації були, зокрема, використані для лінії годинників Altiplano.

### Годинниковий механізм з турбійоном
Годинниковий механізм з турбійоном було розроблено протягом більш ніж 3 років. Результатом цього дослідження було створення калібру 600P — найплоскішого у світі годинникового механізму з турбійоном (товщина 3,5 мм). Його корпус має особливо витончену конструкцію: він складений з 42 крихітних елементів, включаючи 3 мости з титану, та важить лише 0,2 грама. Турбійон літаючого типу, встановлений на унікальну вісь, підтримується скобою Р, що робить балансування ще складнішим. Для максимальної надійності монтаж та вставлення кожного механізму 600P в корпус доручаються одному годинникареві.

### Скелетон із годинниковим механізмом з турбійоном
Годинниковий механізм з турбійоном літаючого типу компанії Piaget символічної складності є самою плоскою у світі моделлю (товщина 3,5 мм).
Поділений на 60 секцій, які представляють секунди, скелетон від самого корпусу турбійону прикрашено гравіюванням гільоше в стилі «сонячні промені». Модель вставляється в золоту оправу, вкриту дорогоцінними каменями. Кожний з механізмів скелетону з турбійоном має декілька патентів та збирається й вставляється в корпус одним годинникарем.

### Зворотний рух
Calibre 560P — механічний годинниковий механізм з автоматичним заводом, винайдений, розроблений і виготовлений компанією Piaget, та обладнаний складним пристроєм індикації секунд у зворотному напрямку. Стрілка рухається з 0 до 30 по 12-годинній круговій дузі, щоб негайно повернутися до своєї відправної точки. 24 місяця розроблень для ручного оздоблення: кільцеві візерунки Côtes de Genève, перлинне зернування платини, скошування пругу та розтягування мостів і воронованих гвинтів.

### Автоматичний годинниковий механізм
У 2006 році у виробництво було запущено нове покоління годинникових механізмів з автоматичним заводом. Модель 800P з індикацією годин, хвилин, центральною секундною стрілкою та календарем з великою датою обладнана двома барабанами для гарантованого запасу ходу 72 години. Цей калібр діаметром 12 ліній або 26,8 мм б'ється з традиційною частотою 21 600 коливань за годину (3 герца), а його регулювання забезпечується гвинтовим маятником. В моделі 850P на двох циферблатах відображаються маленька секундна стрілка та другий годинний пояс. Інформацію доповнює покажчик зміни дня/ночі, синхронізований з центральним вальцем.

### Техніка емалі
Завдяки традиційній технології компанія Piaget увічнила мистецтво мініатюри. Емалювальник бере сировину для виготовлення емалі, розтирає й очищає її до отримання дуже тонкого порошку, що потім перемішується з ефірними та в'яжучими оліями, щоб отримати палітру кольорів. Емаль наноситься пензлем тонкими послідовними шарами, кожний з котрих оскловується шляхом одного прогону крізь піч при температурі 800 градусів. Кожний емальований виріб потребує близько двадцяти прогонів крізь вогонь. Тоді емаль та її кольори залишаються незмінними.

### Оправа та дорогоцінні камені
Компанія Piaget має найкращу ювелірну майстерню в Женеві. Всі дорогоцінні камені шліфуються, підганяються та оправляються вручну.
Аналогічно здійснюється відбір алмазів і дорогоцінних каменів. Наприклад, алмази повинні відповідати стандартам кольору (від D до G) та чистоти (від IF до VVS). Алмази проходять строгу перевірку згідно з внутрішнім протоколом щодо критеріїв кольору, розміру, чистоти й кількості каратів.
Майстерня Piaget є членом «Ради відповідальних ювелірів (Council for Responsible Jewellery Practices)» та «Кімберлійської схеми сертифікації (Kimberley Process Certification Scheme)», які гарантують безконфліктне походження виробництва алмазів.

## Колекції

### Годинники[9]
- Black Tie
- Altiplano
- Upstream
- Piaget Polo
- Dancer
- Possession
- Miss Protocole
- Limelight
- Exceptional Pieces
- Creative Collection

### Ювелірні вироби[10]
- Possession
- Wedding
- Hearts & Charms
- Miss Protocole
- Magic Gardens of Piaget
- Limelight
- Creative Collection
- For Men

## Події— Спонсорство

### Spirit Awards
У 2008 році компанія Piaget спонсорувала Spirit Awards, американський фестиваль незалежних фільмів. Церемонія відбулася 23 лютого 2008 року в Санта-Моніці (Каліфорнія)..
Переможці, нагороджені призом Spirit Awards:
- Найкращий фільм: «Джуно (Juno)» Джейсона Рейтмана
- Найкращий режисер: Джуліан Шнабель — «Скафандр і метелик (The Diving Bell and the Butterfly)»
- Найкращий сценарій: Тамара Дженкінс — «Дикуни (The Savages)»
- Найкраща акторка: Еллен Пейдж — «Джуно (Juno)»
- Найкращий актор: Філіп Сеймур Гоффман — «Дикуни (The Savages)»
- Найкраща друга жіноча роль: Кейт Бланшетт — «Мене тут нема (I'm Not There)»
- Найкраща друга чоловіча роль: Чіветель Еджіофор
- Найкращий іноземний фільм: «Одного разу (Once)» Джона Карні (Ірландія)
- Найкраща прем'єра фільму: «Спостерігач (The Look Out)» Скотта Френка

### Амбасадорки
Торговельна марка обрала Меггі Чун всесвітньою амбасадоркою. Колишня модель і комедійна акторка Меггі Чун вже одержувала такі престижні премії, як «Срібний ведмідь» в Берліні та «Приз найкращої акторки» в Каннах.
Увічнення призначення Меггі Чун жінкою-амбасадоркою було доручено французькому фотографу Патріку Демашельє. Демашельє фотографував численних знаменитостей, таких як Мадонна, Ніколь Кідман, Девід Боуі, Пол Н'юман, Крісті Тарлінгтон та Елізабет Герлі.

### Бутики Piaget
Компанія Piaget відкрила понад 800 бутиків у 84 країнах світу. Найбільш представницькі бутики розташовані в центрах великих міст:
- Piaget Paris (Париж) — Place Vendôme

Відкритий в 1992 році, бутик Piaget Paris розташовано в розкішному центрі французької столиці.
- Piaget Monaco (Монако) — Beaux Arts

Бутик Piaget Monaco відкрито на проспекті Beaux Arts в 1980 році.
- Piaget Berlin (Берлін) — Kurfürstendamm

У 2002 році бутик Piaget Berlin відкрився на бульварі Kurfürstendamm в Берліні.
- Piaget Palm Beach (Палм-Біч) — South County Road

Компанія Piaget відкрила бутик в місті Палм-Біч на Флориді, на березі океану.
- Piaget Miami (Маямі) — Collins Avenue

В самій гущавині Флориди компанія Piaget розташувалася на авеню Collins, в центрі міста Маямі.
- Piaget New-York (Нью-Йорк) — Cinquième Avenue

Компанія Piaget розташувалася на самому відомому з нью-йоркських авеню в Манхеттені.
- Piaget Las Vegas (Лас-Вегас) — Hôtel Palazzo

Бутик, розташований в столиці ігор, символізує міжнародний розвиток компанії Piaget.

## Премії та винагороди

### Присуджені премії
Протягом своєї історії компанія Piaget отримувала численні винагороди:
- У 2000 році журі журналу Montres Passion присудило премію «Годинник року» моделі Emperador [12].
- На церемонії вручення нагороди годинникового мистецтва «Grand Prix d'Horlogerie» в Женеві годинник Piaget 1967 отримав «Премію за дизайн годинника» в 2002 році [13]), а годинник Altiplano XL — «Премію за надплоский годинник» в 2003 році [14].
- У 2006 році, на церемонії вручення нагороди годинникового мистецтва «Grand Prix d'Horlogerie» в Женеві компанія Piaget отримала «Премію за найкращий жіночий годинник з ювелірними прикрасами» за свою модель Limelight Party [15].
- У 2006 році журнал Vogue Joyas Spain також визначив годинник Limelight Party як «Красивіший годинник 2006 року» [16].
- Журі французького журналу La Revue des Montres обрала годинник Piaget Polo Chronograph «Годинником 2007 року» в категорії «хронограф»[17].
- Модель Emperador отримала премію за найкращій чоловічій годинник 2007 року (Middle East Watch of the Year Awards 2007), організовану журналом Alam Assaat Wal Moujawharat [18].
- Бельгійський журнал Passion des Montres назвав годинник Limelight Party secret watch «Годинником 2007 року» в категорії «жіночій годинник» [19].

### Премія Piaget найкращому ювеліру
У 2005 році компанія Piaget заснувала «Премію найкращому ювеліру». Ця премія присуджується учню, який особливо заслуговує на Федеральний сертифікат за талановитість. Доріан Рекордон став першим дипломантом, що отримав цю премію.